# Strongylosoma eruca
Strongylosoma eruca är en mångfotingart som först beskrevs av Charles Thorold Wood 1864.  Strongylosoma eruca ingår i släktet Strongylosoma och familjen orangeridubbelfotingar. Inga underarter finns listade i Catalogue of Life.